# UNOSAT
UNOSAT est une entité de l'Organisation des Nations unies  qui fait partie de l'Institut des Nations unies pour la formation et la recherche (UNITAR).

## Rôle
UNOSAT a pour mandat de fournir aux fonds, programmes et institutions spécialisées des Nations unies des services d'analyse satellitaire, de formation et de développement des capacités, à leur demande, ainsi que de continuer à soutenir les États membres dans l'analyse d'images satellitaires au-dessus de leurs territoires respectifs et de fournir une formation et un développement des capacités dans l'utilisation des technologies d'information géospatiale,.   

## Historique
UNOSAT a été lancé en 2001 en tant que projet financé par le Bureau des Nations unies pour les services d'appui aux projets (UNOPS). Hébergé au CERN depuis 2002, UNOSAT a étendu ses activités et le service de cartographie rapide humanitaire a été créé en 2003. La même année, UNOSAT entame un partenariat avec la Charte internationale Espace et catastrophes majeures et devient le point focal des Nations unies. UNOSAT a rejoint l'UNITAR en 2009, devenant une unité de programme. La même année, le service de cartographie rapide étend ses opérations aux contextes des droits de l'homme. En 2014 et 2015, les bureaux de Nairobi, au Kenya, et de Bangkok, en Thaïlande, sont ouverts, tous deux avec une orientation régionale. En juin 2021, sur la recommandation du secrétaire général des Nations unies, le Conseil économique et social des Nations unies (ECOSOC) adopte une résolution reconnaissant UNOSAT comme le Centre satellitaire des Nations unies.
Depuis le début de la guerre en Ukraine en février 2022, UNOSAT analyse les dommages grâce aux images satellitaires, notamment pour l'UNESCO afin d'évaluer l'impact sur les sites culturels.

## Financement
UNOSAT est un programme de l'UNITAR et tous les financements passent donc par l'Institut. L'UNITAR est une organisation basée sur des projets et ne reçoit aucun fonds du budget ordinaire des Nations unies. L'Institut est entièrement financé par des contributions volontaires provenant principalement des États membres de l'ONU, d'autres agences de l'ONU, d'organisations internationales et intergouvernementales, d'ONG et du secteur privé.

## Bureaux
Le bureau principal d'UNOSAT est hébergé au siège de l'UNITAR, à Genève (Suisse) et bénéficie d'un bureau au CERN grâce à son partenariat historique. UNOSAT est également représenté dans les bureaux régionaux de l'UNITAR à New York (Etats-Unis), à Bangkok (Thaïlande) et à Nairobi (Kenya). UNOSAT gère également des bureaux liés à des projets dans les pays suivants : Ouganda, Nigeria, Bangladesh, Bhutan, Lao, Iles Salomons, Vanuatu, Fiji